# Milava
 Ovo je glavno značenje pojma Milava. Za druga značenja pogledajte Milava (razdvojba).
Milava je naselje u slovenskoj Općini Cerknici. Milava se nalazi u pokrajini Notranjskoj i statističkoj regiji Notranjsko-kraškoj. 

## Stanovništvo
Prema popisu stanovništva iz 2002. godine naselje je imalo 12 stanovnika.